# 德國聯邦經濟合作及發展部
聯邦經濟合作及發展部（德語：Bundesministerium für wirtschaftliche Zusammenarbeit und Entwicklung）是德國聯邦部會之一，位於波昂，於柏林設有第二辦公室。
聯邦經濟合作及發展部成立於1961年，旨在刺激德國國內及其他國家的經濟發展。該部與國際貨幣基金组织、世界銀行和聯合國等許多國際組織進行合作。

## 机构设置
聯邦經濟合作及發展部设置内设机构3个：
- 综合事务与民间社会力量合作司（Zentrale Angelegenheiten; Zusammenarbeit mit dengesellschaftlichen Kräften，Ⅰ）：主要負責一般行政工作，與民間社會力量合作，並負責波昂與柏林兩辦公室的行政。
- 其他國家与區域合作、亞洲、拉丁美洲、歐洲、维护和平任务、聯合國司（Entwicklungspolitik mit Ländern und Regionen; Asien; Lateinamerika; Europa; Friedenssicherung; Vereinte Nationen，Ⅱ）：負責亞洲、拉丁美洲、歐洲等區域及國家的發展合作、維持和平、民主化，以及聯合國。
- 全球与部門政策、歐洲与多國發展政策、非洲、中東司（Globale und sektorale Aufgaben; Europäische und multilaterale Entwicklungspolitik; Afrika; Naher Osten，Ⅲ）：負責與國際組織的合作，以及非洲和中東地區的合作與協調。